# Parantica thalassina
Parantica thalassina är en fjärilsart som beskrevs av James John Joicey och Alfred Noakes 1916. Parantica thalassina ingår i släktet Parantica och familjen praktfjärilar. Inga underarter finns listade i Catalogue of Life.